# Герб Бодайбо
Герб Бодайбо — официальный символ города Бодайбо и Бодайбинского района Иркутской области. Утверждён 31 мая 2004 года и включён в Государственный геральдический регистр Российской Федерации под номером 1443.

## Описание и обоснование символики
Официальное описание:
|  | В червлёном (красном) поле рысь, лежащая на сундуке; все фигуры золотые |
|  |                                                                         |

Герб Бодайбо и района, в соответствии с Законом Иркутской области от 16 июля 1997 года № 30-03 «О гербе и флаге Иркутской области» (абз.2 п.5, Ст.5, Гл. II), может воспроизводиться в двух равнодопустимых версиях:
- с вольной частью — четырёхугольником, примыкающим изнутри к верхнему краю герба г. Бодайбо и района с воспроизведёнными в нём фигурами из гербового щита области;
- без вольной части[2].

Авторская группа: идея герба — Оксана Фефелова (Балашиха), Константин Мочёнов (Химки); обоснование символики — Кирилл Переходенко (Конаково); художник — Оксана Фефелова (Балашиха); компьютерный дизайн — Галина Русанова (Москва).
Город Бодайбо — центр одноимённого района, основан в 1863 году как приисковая Бодайбинская резиденция (склад грузов), обслуживающая Стефано-Афанасьевский прииск. Вся история Бодайбинской земли связана с развитием золотодобывающей промышленности. Богатейшие запасы золота определяют особое значение региона, это отражается и в символике герба.
Сундук — символ сохранения и приумножения богатства.
Рысь — символ бдительности и охраны, кроме того, в местных лесах распространено это животное.
Червлёный (красный) цвет — символ храбрости, мужества, красоты и труда.
Золото символизирует богатство, стабильность, уважение, великодушие.

## История
Известен сувенирный значок с геральдической эмблемой Бодайбо: в щите пониженный лазоревый пояс, вогнутый вверху в центре; верхняя часть щита волнисто скошена слева лазурью и зеленью с червлёным волнистым правым столбом, обременённым золотым памятником; поверх всего фрагмент золотого зубчатого колеса, сопровождаемого внизу золотой заводской эмблемой; в нижней зелёной части золотая роза ветров; в червлёной с лазоревым правым столбом главе название города золотом.
Современный герб утверждён решением районной Думы от 31 мая 2004 года № 101.